# Ashton Hayes
 (février 2023).
Ashton Hayes est un village du Cheshire, en Angleterre.